# Dyé
Dyé es una localidad y comuna francesa situada en la región de Borgoña, departamento de Yonne, en el distrito de Avallon y cantón de Flogny-la-Chapelle.

## Demografía
| 372 | 406 | 385 | 415 | 430 | 430 | 461 | 478 | 422 | 427 | 440 | 454 | 437 | 419 | 403 | 385 | 370 | 365 | 339 | 330 | 293 | 289 | 284 | 240 | 252 | 236 | 243 | 258 | 195 | 163 | 151 | 175 | 178 |
| Para los censos de 1962 a 1999 la población legal corresponde a la población sin duplicidades (Fuente: INSEE [Consultar]) |     |     |     |     |     |     |     |     |     |     |     |     |     |     |     |     |     |     |     |     |     |     |     |     |     |     |     |     |     |     |     |     |